# Morgan Rawls

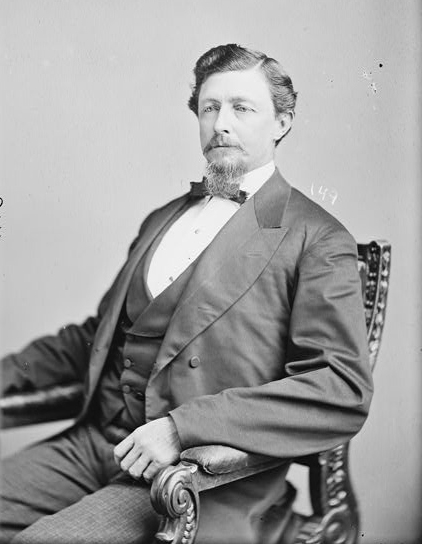
Morgan Rawls

Morgan Rawls (* 29. Juni 1829 in Statesboro, Georgia; † 18. Oktober 1906 in Guyton, Georgia) war ein US-amerikanischer Politiker. Zwischen 1873 und 1874 vertrat er den Bundesstaat Georgia im US-Repräsentantenhaus.

## Werdegang
Morgan Rawls besuchte die öffentlichen Schulen seiner Heimat und arbeitete anschließend in der Landwirtschaft. Im Jahr 1856 zog er nach Guyton. Während des Bürgerkrieges war er zunächst Hauptmann und später Oberst in einem Infanterieregiment des Konföderiertenheeres. Politisch war er Mitglied der Demokratischen Partei. Zwischen 1863 und 1904 saß er mehrfach als Abgeordneter im Repräsentantenhaus von Georgia. Im Jahr 1865 war er Delegierter auf der Versammlung zur Überarbeitung der Staatsverfassung.
Bei den Kongresswahlen des Jahres 1872 wurde Rawls im ersten Wahlbezirk von Georgia in das US-Repräsentantenhaus in Washington, D.C. gewählt, wo er am 4. März 1873 die Nachfolge von Archibald T. MacIntyre antrat. Allerdings wurde die Wahl von seinem Republikanischen Gegenkandidaten  Andrew Sloan angefochten. Nachdem diesem Einspruch stattgegeben worden war, musste Rawls sein Mandat am 24. März 1874 an Sloan abtreten.
In den Jahren 1874 bis 1882 und von 1891 bis 1895 war Morgan Rawls Verwaltungsangestellter beim US-Repräsentantenhaus. Ansonsten arbeitete er wieder in der Landwirtschaft. Er starb am 18. Oktober 1906 in Guyton.